# Kerem Özmen
Kerem Özmen (* 1. Oktober 2002 in Istanbul) ist ein türkischer Boxer und Vize-Weltmeister 2021 im Halbweltergewicht. 

## Karriere
Der Linksausleger trainiert im Club Fenerbahçe SK. Er wurde 2017 und 2018 Türkischer Juniorenmeister, sowie 2020 Türkischer Jugendmeister im Leichtgewicht.
Seine größten Erfolge im Nachwuchsbereich waren ein fünfter Platz im Bantamgewicht bei der Junioren-Europameisterschaft 2018 in Anapa, sowie ein ebenfalls fünfter Platz im Leichtgewicht bei der Jugend-Weltmeisterschaft 2021 in Kielce.
Bei den Erwachsenen wurde er 2021 Türkischer Meister im Halbweltergewicht und qualifizierte sich damit zur Teilnahme an den Weltmeisterschaften 2021 in Belgrad. Dort zog er mit Siegen gegen Pawel Fedorow aus Serbien (4:0), Richárd Kovács aus Ungarn (5:0), Shiva Thapa aus Indien (5:0) und Reese Lynch aus Schottland (5:0) als erster türkischer Boxer seit 2001 in ein WM-Finale ein, wo er gegen den Kubaner Andy Cruz Gómez unterlag (0:5) und Vize-Weltmeister im Halbweltergewicht wurde.
Im März 2022 gewann er im Halbweltergewicht die U22-Europameisterschaften in Poreč.
Bei den Mittelmeerspielen 2022 in Oran schied er im Viertelfinale knapp mit 1:2 gegen den späteren Goldmedaillengewinner Yahia Abdelli aus.